# Franz-Karl Effenberg
Franz-Karl Effenberg (* 28. September 1948 in Wien; † 27. Jänner 2005 ebenda) war ein österreichischer Politiker (SPÖ) und Landtagsabgeordneter in Wien.
Er wuchs im Waldviertel auf und hat in Gmünd maturiert. Sein Berufsweg führte ihn ins Wiener Rathaus, wo er in der Finanzverwaltung tätig war. Im 22. Wiener Gemeindebezirk Donaustadt war er ab 1978 Bezirksrat, bis ihn der damalige Bezirksvorsteher Rudolf Huber im Dezember 1980 als Büroleiter in die Donaustadt holte. Auch während der Amtszeit von Albert Schultz blieb Franz Karl Effenberg Büroleiter, bis er im Jahr 1991 in den Wiener Landtag und Gemeinderat gewählt wurde. Er war Vorsitzender im Ausschuss Umwelt und Verkehrskoordination und Mitglied im Planungsausschuss, ebenso Mitglied im Regionalparlament, zuständig für Alternativenergie in Wien und Agrarsprecher der SPÖ.
Franz-Karl Effenberg trat 1988 den Naturfreunden bei. Am 16. April 1996 wurde er auf Vorschlag des damaligen Vorsitzenden, Bürgermeister Michael Häupl, zum geschäftsführenden Vorsitzenden der Naturfreunde Wien gewählt. 1999 wurde Franz-Karl Effenberg stellvertretender Präsident der Naturfreunde Österreich. Bei der Landeskonferenz 2002 wurde er zum Vorsitzenden der Wiener Naturfreunde gewählt.
Am 14. Jänner 1998 wurde Effenberg Nachfolger des Donaustädter Bezirksvorstehers Leopold Wedel. Er verstarb während seiner Amtszeit und wurde am 8. Februar 2005 am Breitenleer Friedhof bestattet. Ihm folgte am 24. Februar 2005 Renate Winklbauer als Bezirksvorsteherin nach.
Im Jahr 2011 wurde in Wien-Donaustadt (22. Bezirk) der Effenbergplatz nach ihm benannt. Der Stadtwanderweg Nr. 10 durch das Biotop des ehemaligen Breitenleer Verschiebebahnhofs wurde Franz-Karl-Effenberg-Wanderweg benannt.